# میوه (ساختار گیاه)

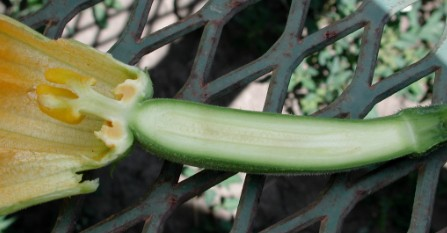
بخش طولی یک گل ماده از گیاه کدو حلوایی (کدو سبز)، که تخمدان، تخمک، مادگی و گلبرگ را نشان می‌دهد.

میوه‌ها تخمدان یا تخمدان‌های بالغ یک یا چند گل هستند. آنها در سه دسته اصلی تشریحی یافت می‌شوند: میوه‌های انباشته، میوه‌های مرکب و میوه‌های ساده.
در برخی از میوه‌ها، بخش خوراکی آن از تخمدان به دست نمی‌آید، بلکه از اریل، مانند ترنجبین یا انار و آناناس که بافت‌های گل و ساقه آن غذا را فراهم می‌کنند، به دست می‌آید.
دانه‌های علف‌ها، میوه‌های ساده تک‌دانه‌ای هستند که در آن پریکارپ و پوسته بذر در یک لایه ترکیب شده‌اند. به این نوع میوه، گندمه می‌گویند. به عنوان نمونه می‌توان به غلات مانند گندم، جو، جو دوسر و برنج اشاره کرد.

نمودار یک شفت معمولی (در این مورد، یک هلو)، که هم میوه و هم دانه را نشان می‌دهد

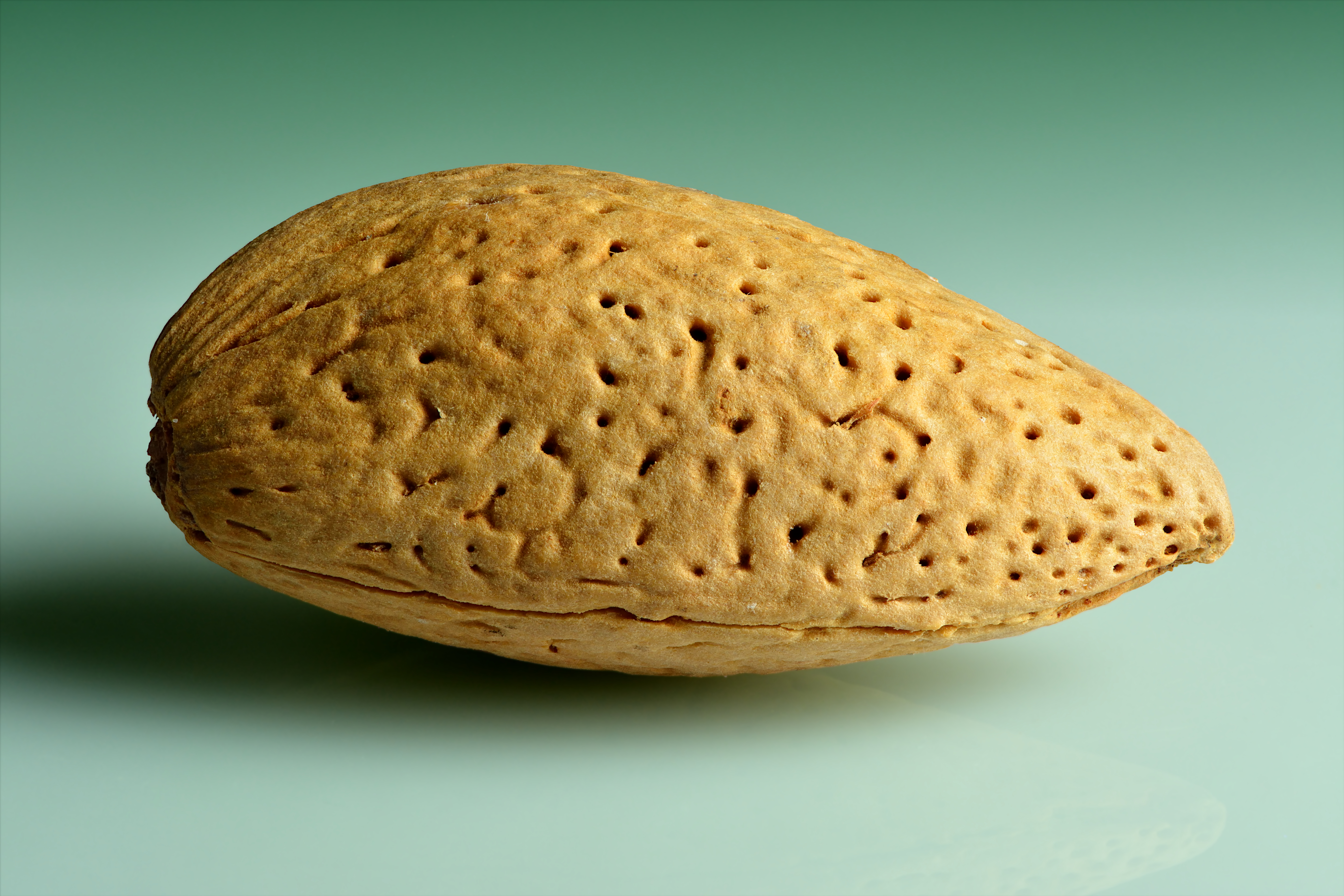
اندوکارپ بادام

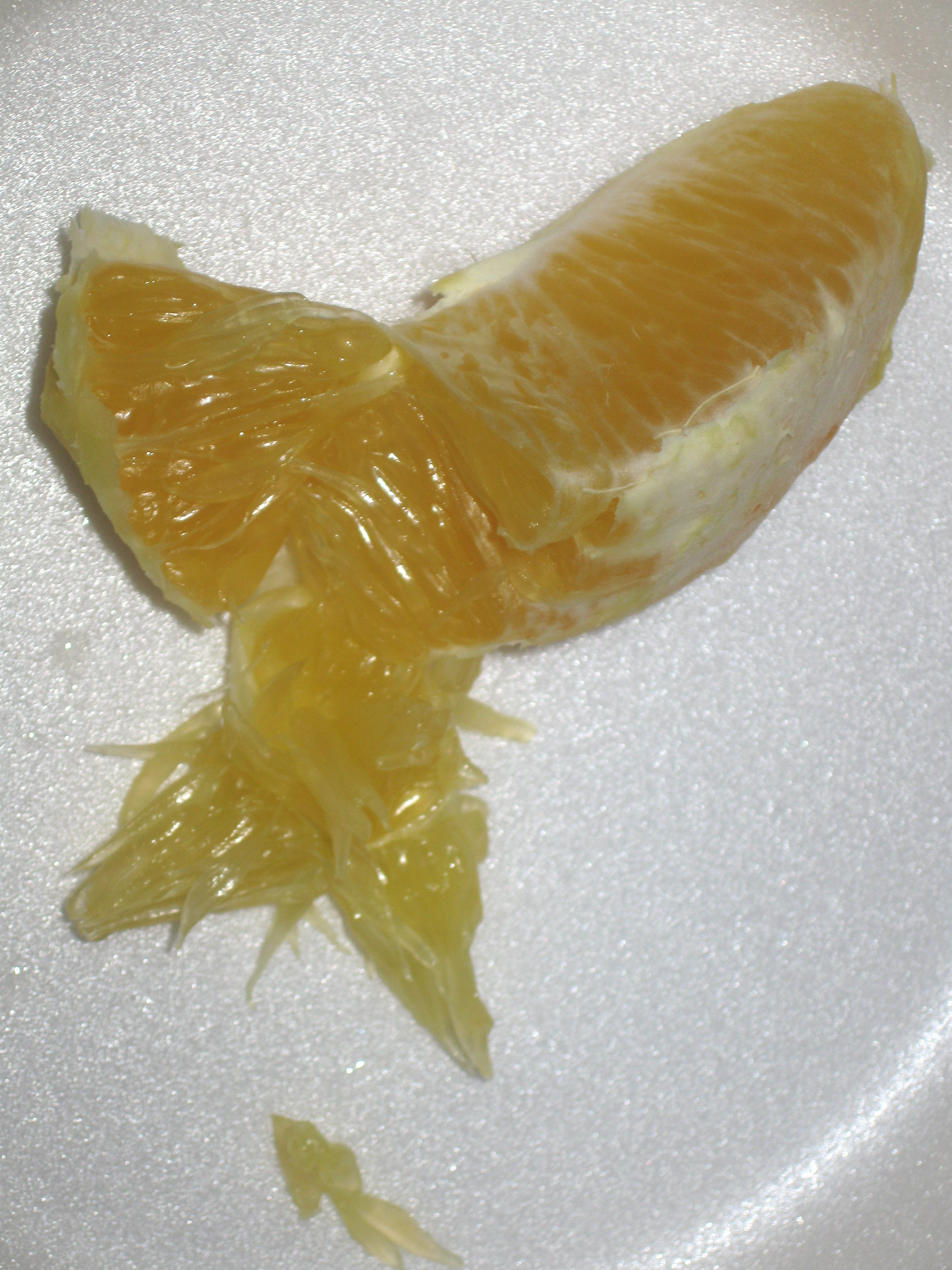
بخشی از پرتقال که برای نشان دادن پالپ (وزیکول‌های آب‌میوه) آندوکارپ باز شده‌است.

کالبدشناسی میوه، آناتومی گیاهی ساختار داخلی میوه است. در انواع توت‌ها و شفت‌ها، پریکارپ بافت خوراکی اطراف دانه‌ها را تشکیل می‌دهد. در میوه‌های دیگر مانند مرکبات و میوه‌های هسته‌دار (مانند سردهٔ پرونوس) تنها لایه‌هایی از پریکارپ خورده می‌شود. در میوه‌های کاذب، بافت‌های دیگری به جای آن به بخش خوراکی میوه تبدیل می‌شوند، به عنوان مثال نهنج گل در توت فرنگی.
در آجیل لایه سنگی اندوکارپ ست که دور مغز گردوی آمریکایی، گردو و … را دربر گرفته و پیش از مصرف جدا می‌شود.

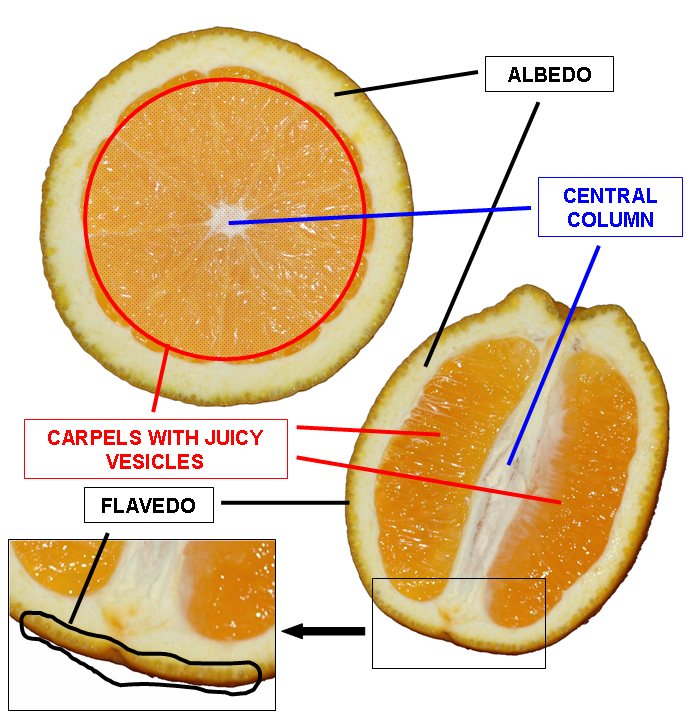
تصویری طرحواره از پرتقالی نارنجی